# Église Sainte-Croix de Floriana
Pour les articles homonymes, voir Église de la Sainte-Croix.
 (septembre 2016).
Si vous disposez d'ouvrages ou d'articles de référence ou si vous connaissez des sites web de qualité traitant du thème abordé ici, merci de compléter l'article en donnant les références utiles à sa vérifiabilité et en les liant à la section « Notes et références ».
L'église Sainte-Croix est une église catholique de Malte située à Floriana.

## Historique
La construction de l'église se réalise sous l'impulsion du grand-maître de l'ordre de Saint-Jean de Jérusalem Hugues Loubens de Verdalle en 1588-1589. Il faut attendre quasiment deux siècles, précisément 1773 et sa dédicace, pour son achèvement. Les bombardements durant la Seconde Guerre mondiale détruisent l'édifice qui sera reconstruit entre 1953 et 1955.